# タイ・ポスト
タイ・ポスト（タイ：ไทยโพสต์、英：Thaipost）は、タイのタイ語日刊新聞。1996年10月21日 に創刊。タイ・ジャーナリスト・グループ社（ไทยเจอร์นัลกรุ๊ป）が発行。発行部数は10-15万部。

## 概要
タイ・ポスト紙はロート・ガームメーン（โรจน์ งามแม้น、ペンネーム：プレーウ・シーグン เปลว สีเงิน）が創設。ロートは経営、編集長を兼務し、ポスト・パブリッシング社の「サヤーム・ポスト」から一緒に移ってきた編集チームを運営した。テーウィーシン・サティットラタナチーウィン（ทวีสิน สถิตย์รัตนชีวิน、ペンネーム：ウワン・オーラチョン อ้วน อรชร）も経営、出版広報長を兼任して運営に参加している。紙面は政治に関する記事を重視。
2005年から2007年のタイ政治危機の際には、タクシン政権により圧力を受け、会員にのみ販売していたが、現在は通常通り販売を行っている。
タイ・ポストには、『X-Cite タイポスト』（エックスサイト・タイポスト、タイ語：เอ็กซ์-ไซท์ ไทยโพสต์）と呼ばれるタブロイド特別版があり、月曜日から金曜日まで通常紙に折込みにされている。日曜日は『タイ・ポスト・タブロイド』（ไทยโพสต์ แทบลอยด์）としてタイトルを変え、週刊誌のような体裁をとっている。